# طلال البلوشی
طلال البلوشی (انگلیسی: Talal Al-Bloushi؛ زادهٔ ۲۲ مهٔ ۱۹۸۶ در کویت) فوتبالیست سابق و مربی فعلی باشگاه زاخو عراق است . او در کویت متولد شد و نماینده تیم ملی قطر بود.
او جزء خانواده بلوچ های کشورهای عربی خلیج فارس است که از نام خانوادگی البلوشی (معرب بلوچی) استفاده می کند.

## باشگاهی
از باشگاه‌هایی که در آن بازی کرده‌است می‌توان به السد، باشگاه فوتبال الشباب عربستان سعودی، اشاره کرد.

## تیم ملی
وی همچنین در تیم ملی فوتبال قطر بازی کرده‌است.